# Joachim Nagel
Joachim Nagel (Karlsruhe, 31 de maio de 1966) é um economista alemão e desde 2020 membro da gestão do Banco de Compensações Internacionais, após ter sido em 2010-2016 Membro do Conselho do Deutsche Bundesbank e, em seguida, em 2017-2020, membro do conselho do KfW.

## Formação e carreira
Depois de se obter o Abitur estudou economia na Universidade de Karlsruhe. Depois de completar seus estudos em 1991 foi Wissenschaftlicher Mitarbeiter na Universidade de Karlsruhe na cadeira de dinheiro e moeda, interrompido por uma atividade de consultor de política econômica e financeira no comitê executivo do Partido Social-Democrata da Alemanha (SPD) em Bonn de março a outubro de 1994. Em 1997 obteve o título de Dr. rer. pol. na Universidade de Karlsruhe. Em 1998 conduziu pesquisas como parte de um projeto para a Fundação SEW Eurodrive em Washington, D.C.
Em 1999 Nagel foi para Bundesbank, inicialmente como chefe do gabinete do presidente do então Landeszentralbank em Bremen, Baixa Saxônia e Saxônia-Anhalt em Hannover, Hans-Helmut Kotz. Desde 2003 trabalhou na sede do Bundesbank em Frankfurt am Main. Em 2008 tornou-se chefe do departamento de mercados centrais. Em dezembro de 2010 substituiu o renunciante Thilo Sarrazin no conselho do Deutsche Bundesbank. Renunciou ao Conselho de Administração do Deutsche Bundesbank em 30 de abril de 2016.
Em 1 de novembro de 2016 começou como representante geral no KfW Bankengruppe. De 2017 a 2020 foi membro do Conselho Executivo do KfW Bankengruppe, onde foi responsável pelos negócios internacionais. Também foi presidente do KfW IPEX-Bank e primeiro vice-presidente do Conselho de Supervisão da Deutsche Investitions- und Entwicklungsgesellschaft.
De 2018 a 2020 também foi membro do Conselho de Supervisão da Deutsche Börse.
Em 1 de novembro de 2020 tornou-se membro da administração do Banco de Compensações Internacionais como Chefe Adjunto da Divisão de Bancos. Em 20 de dezembro de 2021 foi anunciada sua nomeação como chefe do Deutsche Bundesbank.
Joachim Nagel é casado e tem dois filhos. É membro do Partido Social-Democrata da Alemanha (SPD).